# 程处弼
程处弼，唐朝开国大将程知节第三子。官至右金吾將軍、汴州刺史，封廣平郡開國公。母清河崔氏（隋開皇十三年（593年）—唐顯慶三年十二月二十一日（659年1月19日））。
按陈子昂文集中的《为程处弼应拜洛表》、《为程处弼辞放流表》、《为将军程处弼谢放流表》记载，程处弼因侄子参与谋逆案，在武则天（垂拱四年（688年），得瑞石于洛水，文曰：“圣母临人，永昌帝业。”号其石为寳图，于是羣臣上尊号，请称圣母神皇。）时期被判处流放，后又被赦免。文中称程处弼任郎将十三年，在武后应天受图时，擢任中郎将，在职未几，即检校将军；才逾一年，又加正授右金吾將軍，两年内连升三级，成为武后心腹将领。而程处弼则在洛阳天宫寺写书造像，为武后和父母祈福。

## 子女
- 子：程伯獻（？—738年），字尚賢，襲爵廣平郡公，終於鎮軍大將軍行右衛大將軍，贈戶部尚書，諡號庄。墓志銘作程處弼子。夫人南陽樊周，字大雅，司宗卿樊德慶之孫，恆州長史樊瓘之次女，年五十四，先伯獻而薨。有二子：程若冰、程若水 
  - 孫：程若冰
  - 孫：程若水

## 传記資料
- 《陈子昂文集》
- 《旧唐书》